# Vichorevka
Vichorevka (anche traslitterata come Vihorevka o Vikhorevka) è una cittadina della Siberia sudorientale (Oblast' di Irkutsk), situata 916 km a nordovest del capoluogo Irkutsk, lungo il piccolo fiume omonimo, affluente dell'Angara, nella zona delle alture dell'Angara; è compresa amministrativamente nel distretto di Bratsk.
La fondazione della cittadina risale al 1957, come insediamento operaio sorto presso la stazione ferroviaria omonima situata sulla allora costruenda linea da Tajšet a Bratsk; pochi anni dopo, nel 1966, ottenne lo status di città.

## Popolazione
Fonte: mojgorod.ru
| 1959   | 1970   | 1979   | 1989   | 1996   | 2002   | 2007   |
| ------ | ------ | ------ | ------ | ------ | ------ | ------ |
| 10 800 | 17 900 | 20 500 | 23 872 | 24 700 | 24 763 | 24 700 |